# بن اف. ویلسون
بن اف ویلسون (انگلیسی: Ben F. Wilson؛ ‏ ۷ ژوئن ۱۸۷۶ – ۲۵ اوت ۱۹۳۰) کارگردان اهل ایالات متحده آمریکا بود. وی بین سال‌های ۱۹۱۱ تا ۱۹۳۰ میلادی فعالیت می‌کرد.
از فیلم‌هایی که وی در آن‌ها نقش داشته‌است، می‌توان به داستان راهب پیر، هولدا اهل هلند و دوازدهمین عضو هیئت منصفه اشاره نمود.